# Martin Jakš
Martin Jakš (Pilsen, Checoslovaquia, 6 de septiembre de 1986) es un deportista checo que compitió en esquí de fondo. 
Participó en dos Juegos Olímpicos de Invierno, obteniendo una medalla de bronce en Vancouver 2010, en la prueba de relevo (junto con Lukáš Bauer, Jiří Magál y Martin Koukal), y el octavo lugar en Sochi 2014, en la misma prueba.

## Palmarés internacional
| Juegos Olímpicos | Juegos Olímpicos   | Juegos Olímpicos  | Juegos Olímpicos |
| Año              | Lugar              | Medalla           | Prueba           |
| ---------------- | ------------------ | ----------------- | ---------------- |
| 2010             | Vancouver (Canadá) | Medalla de bronce | Relevo 4 × 10 km |